# Vecqueville
Vecqueville é uma comuna francesa na região administrativa de Grande Leste, no departamento de Haute-Marne. Estende-se por uma área de 5,22 km². Em 2010 a comuna tinha 535 habitantes (densidade: 102,5 hab./km²).